# HMS Satellite (1855)
La HMS Satellite fue una corbeta a vapor de la Royal Navy que tuvo un destacado papel en la llamada Cuestión Christie, grave conflicto que llevó a la ruptura de relaciones diplomáticas entre el Imperio de Brasil y Gran Bretaña.

## Historia
Construida en los astilleros de Devonport, Devon, Inglaterra, fue botada el 26 de septiembre de 1855.
Corbeta de la clase Pearl, tenía casco de madera, 61 m de eslora, 12,29 de manga, 6,02 m de puntal, 7,29 m de calado, 2189 toneladas de desplazamiento y montaba 21 cañones (20x8", 1x10").
Era impulsado por una máquina de vapor de dos cilindros y una potencia nominal de 400 HP que impulsaba una única hélice y le permitía alcanzar una velocidad de 11.3 nudos.
El 30 de septiembre de 1856 se incorporó al servicio en Plymouth al mando del capitán James Charles Prevost y fue destinada al Pacífico, regresando a Plymouth el 26 de enero de 1861.
Entre el 27 de noviembre de 1861 y el 5 de mayo de 1862 permaneció afectada a la estación naval británica en el Atlántico Sur al mando del capitán John Ormsby Johnson.
En ese período participó del bloqueo del puerto de Río de Janeiro junto a la fragata HMS Forte, buque insignia al mando del capitán Thomas Saumarez, la balandra HMS Stromboli (comandante Arthur Robert Henry), la HMS Curlew (comandante Charles Stuart Forbes) y la cañonera HMS Doterel, y capturó cinco barcos que estaban anclados en esa bahía, en el punto más álgido de la llamada Cuestión Christie.
Retirado John Ormsby Johnson por invalidez, permaneció en similar comisión al mando del capitán Stephen Smith Lowther Crofton hasta el 22 de septiembre de 1865 en que retornó a Plymouth.
Permaneció estacionaria en ese puerto al mando del capitán Richard Purvis hasta que el 14 de noviembre de 1866 partió a aguas de China al mando del capitán Joseph Edye. 
En 1867 junto al HMS Wasp participó de una campaña contra los piratas malayos durante la cual atacó sus principales bases en el estrecho de Malaca y eliminó a tres de sus cuatro principales líderes.
Al siguiente año fue destacada al Mar Rojo en apoyo a la Expedición a Abisinia de 1868. Joseph Edye permaneció al mando del Satellite hasta su muerte el 13 de septiembre de 1868.
Desde el 11 de noviembre de 1868 fue comandada por el capitán William Henry Edye. En 1869 regresó a Plymouth y desde el 1 de diciembre de 1870 permaneció sin comando militar hasta ser desafectada del servicio el 25 de diciembre de ese año.